# Андо, Мики
Ми́ки А́ндо (яп. 安藤美姫 Андо Мики, род. 18 декабря 1987, Нагоя, Айти, Япония) — японская фигуристка, выступавшая в одиночном катании. Она — двукратная чемпионка мира (2007, 2011), чемпионка четырёх континентов (2011), чемпионка мира среди юниоров (2004) и трёхкратная чемпионка Японии (2004, 2005, 2011).
Мики Андо — первая в мире фигуристка, успешно выполнившая на соревнованиях четверной прыжок. Она выполнила четверной сальхов в финале серии юниорского Гран-при в сезоне 2002—2003.
В декабре 2013 года объявила о завершении карьеры.

## Личная жизнь
Мики Андо родилась в японском городе Нагоя в 1987 году. В 2006 она поступила на заочное отделение в Chukyo University, расположенном в Нагоя.
В апреле 2013 года Мики Андо родила дочь. В ноябре 2014 года Андо и Хавьер Фернандес объявили о своих романтических отношениях.

## Карьера

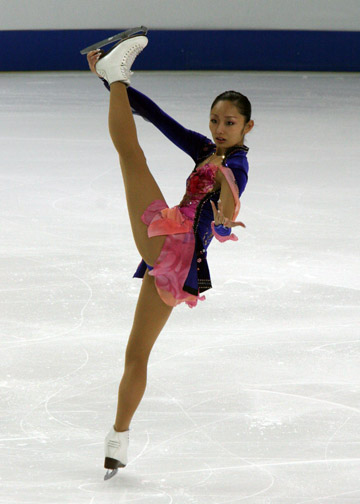
Мики Андо на этапе Гран-при «Skate America» в 2008 году.

### Начало карьеры
Мики Андо начала кататься на коньках в 1996 году в возрасте 9 лет. Вскоре, она попала к Юко Монна, чьими ученицами в тот момент были Мао Асада и её старшая сестра Май. Начиная с сезона 2000—2001 она тренировалась у Нобуо Сато и в её программах всегда был каскад «тройной лутц — тройной риттбергер».
В сезоне 2001—2002 она выиграла юниорский чемпионат Японии, а также финал юниорского Гран-при. В том же сезоне она завоевала бронзовые медали на взрослом чемпионате Японии и юниорском чемпионате мира.
Она вошла в историю фигурного катания в сезоне 2002—2003, когда в финале юниорской серии Гран-при первой из женщин выполнила четверной прыжок — сальхов. В том же сезоне она защитила свой национальный юниорский титул, а также завоевала «серебро» на юниорском чемпионате мира.
Следующий сезон стал выдающимся для Андо — она выиграла финал юниорского Гран-при, свой третий подряд национальный юниорский титул, а также первый взрослый. И ещё она стала чемпионкой мира среди юниоров.

### Сезон 2004—2005
Этот сезон стал для Мики первым полноценно «взрослым». Она выиграла две медали на этапах Гран-При, но в финале заняла только четвёртое место. Далее она во второй раз стала чемпионкой Японии и была шестой на чемпионате мира.

### Сезон 2005—2006
Перед олимпийским сезоном Андо перебралась в Соединённые Штаты и стала тренироваться под руководством Кэрол Хейсс. Сезон начался хорошо: она завоевала «серебро» на турнире «Cup of Russia» и заняла четвёртое место на японском этапе «NHK Trophy». В финале Гран-при она также стала четвёртой. Потом заняла шестое место на чемпионате Японии.
Мики Андо была в японской сборной на Олимпиаде-2006. После трёх падений в произвольной программе она заняла 15-е место. На чемпионат мира Мики не попала.

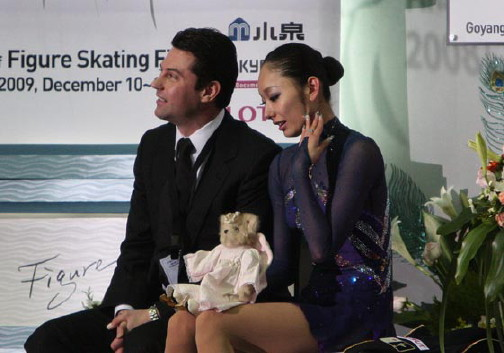
Мики Андо и Николай Морозов.

### Сезон 2006—2007
Вскоре после этой неудачи Мики Андо сменила тренера. Вместо Кэрол Хейсс с ней начал работать Николай Морозов. Под его руководством она выиграла этап Skate America и завоевала серебряную медаль на Trophée Eric Bompard. Благодаря этому, Мики прошла квалификацию в финал Гран-при, проходивший в Санкт-Петербурге. Но там она заняла только пятое место. Как позже выяснилось, она каталась, страдая от сильного гриппа, как и другие члены японской сборной.
На чемпионате Японии Мики вывихнула плечо, исполняя свою произвольную программу, но вытерпела и заняла второе место следом за Мао Асадой. На чемпионате мира она заняла второе место в обеих программах, набрав в сумме 195,09 баллов, и выиграла, опередив Мао Асаду менее, чем на один балл. Тогда Мики установила наилучшие личные достижения в короткой и произвольной программах, а также по сумме баллов. Журнал Vogue назвал её японской «Женщиной года-2007», а также получила ещё шесть других наград, включая «наиболее ценное упоминание» от японского Олимпийского комитета.

### Сезон 2007—2008
В том сезоне Мики Андо выиграла серебряную медаль на этапе Skate America. На NHK Trophy она трижды упала и стала четвёртой. Из-за этого Мики не попала в финал Гран-При.
На чемпионате Японии Андо выиграла произвольную программу и стала второй в общем зачёте, снова следом за Мао Асадой. На чемпионате четырёх континентов она сделала попытку исполнить четверной сальхов, но приземлилась после него на обе ноги. Там она завоевала бронзовую медаль. На чемпионате мира Мики стала восьмой в короткой программе и была вынуждена сняться с произвольной из-за растяжения мышц ноги.

### Сезон 2008—2009
Мики Андо заняла третье место, следом за Ким Ён А и Юкари Накано, на этапе Гран-При Skate America. На Cup of China стала второй, снова следом за Ким. В финале Гран-При она опять попыталась выполнить четверной сальхов, но не докрутила, и оценка была снижена. Несмотря на занятое последнее место, Андо заявила, что довольна своим выступлением и будет продолжать работать над четверными прыжками.
На чемпионате Японии Мики Андо была третьей после короткой программы. Во время разминки перед произвольной она столкнулась с Фумиэ Сугури и повредила колено. В итоге, Мики заняла третье место и попала в сборную на чемпионат мира. Там она выиграла бронзовую медаль с общей суммой 190,38 баллов, заняв четвёртое место в короткой и второе в произвольной программах. После этого Мики Андо представляла Японию на командном чемпионате мира, проходившем в японской столице Токио. Она была третьей в короткой программе, шестой в произвольной и, в итоге, заняла пятое место. Команда Японии стала третьей, выиграв бронзовые медали.

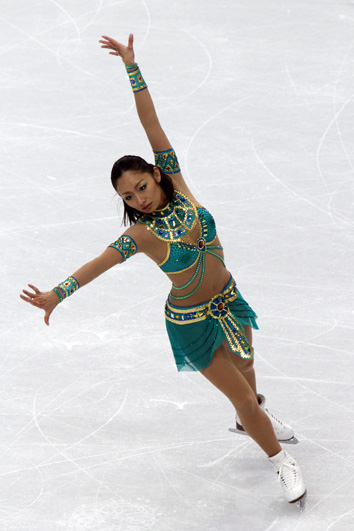
Мики Андо на Олимпиаде-2010.

### Сезон 2009—2010
На российском этапе Гран-При «Rostelecom Cup» Мики Андо была третьей после короткой программы, но выиграла произвольную и заняла первое место. Она получила 171,93 балл, на 7,96 больше, чем серебряная медалистка Эшли Вагнер. На «NHK Trophy» Мики упала в короткой программе, выполняя тройной флип и получила 56,22 баллов, заняв второе место. Она также была второй и в произвольной программе, но выиграла в общем зачёте. Серебряная медаль досталась Алёне Леоновой, а бронзовая Эшли Вагнер. Благодаря победам на двух этапах Гран-При, Мики прошла квалификацию для участия в финале, проходившем в Токио. Там она была первой после короткой программы с 66,20 баллами — на 0,56 больше, чем у идущей следом Ким Ён А. В произвольной Мики получила 119,74 баллов, заняв второе место в этом виде программы и в общем зачёте. Золотая медаль досталась Ким Ён А, а «бронза» — Акико Судзуки. Благодаря этому турниру, Андо получила возможность принять участие в Олимпиаде.
На чемпионате Японии Мики Андо была третьей после короткой программы, набрав 68,68 баллов. В произвольной программе оценки за два её прыжка — тройной лутц и двойной аксель — были снижены. Она набрала 116,76 баллов, заняв четвёртое место в этом виде и в общем зачёте. Благодаря успешному выступлению в финале Гран-при, она отправилась на Олимпиаду вместе с Мао Асадой и Акико Судзуки.
23 февраля 2010 года в короткой программе на Олимпийских играх Мики Андо выполнила каскад «тройной лутц — тройной риттбергер», но оценка за второй прыжок была снижена. Она выполнила спирали третьего и четвёртого уровней сложности. Мики набрала 64,76 балла и заняла четвёртую позицию. В произвольной программе она стала шестой, набрав 124,10 балла. В общем зачёте Мики стала пятой с оценкой 188,86 баллов.
На чемпионате мира она была одиннадцатой после короткой программы, набрав 55,78 баллов после падения на тройном лутце. В произвольной стала третьей, набрав 122,04 балла. В общем зачёте она набрала 177,82 баллов и стала четвёртой.

### Сезон 2010—2011
В этом сезоне Мики Андо была заявлена на участие в этапах Гран-при: «Cup of China» и «Cup of Russia». Перед началом сезона Мики решила тренироваться в латвийском городе Даугавпилс. Сначала она собиралась ехать в Россию, но из-за удушливого смога и жары в Москве планы пришлось изменить.
В короткой программе на первом этапе Мики исполнила каскад «тройной лутц — тройной риттбергер», но судьи сочли его недокрученным и она оказалась на третьем месте с 56,11 баллами. Произвольная программа была исполнена безупречно и Мики выиграла её с оценкой 116,10 баллов. В итоге, Мики Андо завоевала золотую медаль с оценкой 172,21 баллов — на 9,35 больше, чем у занявшей второе место Акико Судзуки, и на 23,60 больше, чем у бронзовой медалистки Алёны Леоновой.
За неделю до следующего турнира Мики повредила спину, столкнувшись на тренировке с Абзалом Рахимгалиевым из Казахстана. Несмотря на травму, она выступила безупречно, недокрутив лишь тройной флип в короткой программе. На этом этапе она занимала пятое место, получив 54,00 балла. В произвольной она набрала 120,47 и стала первой в этом виде программы. В итоге, Мики выиграла золотую медаль, набрав 174,47 баллов и на 1,73 опередив серебряную медалистку Акико Судзуки и на 7,45 занявшую третье место Эшли Вагнер.

## Программы

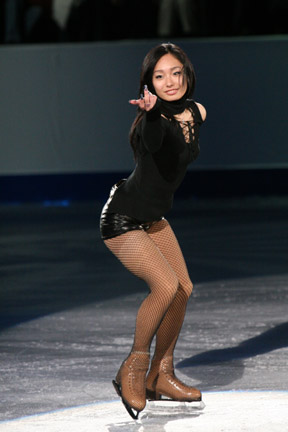
Мики Андо на показательных выступлениях на чемпионате четырёх континентов 2008 года.

| Сезон     | Короткая программа | Произвольная программа | Показательные |
| --------- | --- | --- | --- |
| 2011-12   | Не принимала участие в соревнованиях | Не принимала участие в соревнованиях | I am a Thousand Winds Hayley Westenra Тема из фильма Чёрный лебедь (Black Swan) Клинта Мэнсела (Clint Mansell)You Must Love Me Тема из мюзикла Эвита I (Who Have Nothing) Глэдис Найт (Gladys Knight)                     |
| 2010—2011 | Broken Sorrow Egyptian in the Night Nuttin' But Stringz Gabriel’s Oboe The Falls саундтрек из фильма «Миссия» Эннио Морриконе исполнил Йо-Йо Ма | Концерт для фортепиано с оркестром, Op.16 Эдвард Григ | Comin' Home Baby Майкл Бубле Why do People fall in Love Линда Эдер Аранхуэсский концерт Хоакин Родриго в исполнении Operatica и Инва Мула                                                                                 |
| 2009—2010 | Реквием Вольфганг Амадей Моцарт | Клеопатра Марко Поло Лорина Маккеннитт саундтрек к сериалу «Марко Поло» Эннио Морриконе саундтрек к Рим Джефф Бил саундтрек к фильму «Астерикс и Обеликс: Миссия «Клеопатра»» Philippe Chany | Bring in 'da Noise, Bring in 'da Funk из Bring in 'da Noise, Bring in 'da Funk Реквием Вольфганг Амадей Моцарт Queen of the Night саундтрек к фильму «Контракт рисовальщика» Ac-Cent-Tchu-Ate the Positive Арета Франклин |
| 2008—2009 | Chairman’s Waltz саундтрек из фильма «Мемуары гейши» Джон Уильямс                                                                               | Жизель Адольф Шарль Адан Симфония № 3 Op.78 Камиль Сен-Санс | Болеро Морис Равель I Believe Аяка |
| 2007—2008 | Самсон и Далила Камиль Сен-Санс Шахерезада Николай Римский-Корсаков                                                                             | Кармен Жорж Бизе | Богема Джакомо Пуччини Hurt Кристина Агилера Handcuffs Клодетт Ортис |
| 2006—2007 | Шахерезада Николай Римский-Корсаков | Концерт для скрипки Op.64 Феликс Мендельсон | I Believe Аяка Mikazuki Аяка |
| 2005—2006 | Счастливого Рождества, мистер Лоуренс Рюити Сакамото                                                                                            | My Funny Valentine Ричард Роджерс Мадам Баттерфляй Джакомо Пуччини | Ac-Cent-Tchu-Ate the Positive Арета Франклин |
| 2004—2005 | Gypsy Soul Strunz & Farah | Guitar Concerto — For Two Christophers Элмер Бернстайн Жар-птица Игорь Стравинский | Mickey саундтрек из фильма «Добейся успеха» B*Witched |
| 2003—2004 | Grande Polonaise Brillante Фредерик Шопен | Жар-птица Игорь Стравинский | Кармен Жорж Бизе |
| 2002—2003 | Астурия Исаак Альбенис | Баядерка Людвиг Минкус | Claire de Lune Клод Дебюсси |
| 2001—2002 | Чардаш Витторио Монти | Лебединое озеро Пётр Ильич Чайковский | |
| 2000—2001 | España Cañí Паскуаль Маркина Нарро | Riverdance Билл Вилэн | |

## Спортивные достижения

### после 2007 года
| Соревнования/Сезоны            | 2007—2008 | 2008—2009 | 2009—2010 | 2010—2011 | 2013—2014 |
| ------------------------------ | --------- | --------- | --------- | --------- | --------- |
| Зимние Олимпийские игры        |           |           | 5         |           |           |
| Чемпионаты мира                | WD        | 3         | 4         | 1         |           |
| Чемпионаты четырёх континентов | 3         |           |           | 1         |           |
| Чемпионаты Японии              | 2         | 3         | 4         | 1         | 7         |
| Финалы серии Гран-при          |           | 6         | 2         | 5         |           |
| Этапы Гран-при: NHK Trophy     | 4         |           | 1         |           |           |
| Этапы Гран-при: Cup of China   |           | 2         |           | 1         |           |
| Этапы Гран-при: Skate America  | 2         | 3         |           |           |           |
| Этапы Гран-при: Cup of Russia  |           |           | 1         | 1         |           |
| Командный чемпионат мира       |           | 5/3*      |           |           |           |
| Nebelhorn Trophy               |           |           |           |           | 2         |
| Золотой конёк Загреба          |           |           |           |           | 2         |
| Турнир в Австрии               |           |           |           |           | 2         |

- * — место в личном зачете/командное место
- WD — снялась с соревнований из-за травмы

### до 2007 года
| Соревнования/Сезоны                  | 1999—2000 | 2000—2001 | 2001—2002 | 2002—2003 | 2003—2004 | 2004—2005 | 2005—2006 | 2006—2007 |
| ------------------------------------ | --------- | --------- | --------- | --------- | --------- | --------- | --------- | --------- |
| Зимние Олимпийские игры              |           |           |           |           |           |           | 15        |           |
| Чемпионаты мира                      |           |           |           |           | 4         | 6         |           | 1         |
| Чемпионаты четырёх континентов       |           |           |           |           |           |           |           |           |
| Чемпионаты мира среди юниоров        |           |           | 3         | 2         | 1         |           |           |           |
| Чемпионаты Японии                    |           |           | 3         | 5         | 1         | 1         | 6         | 2         |
| Чемпионаты Японии среди юниоров      | 7         | 3         | 1         | 1         | 1         |           |           |           |
| Финалы серии Гран-при                |           |           |           |           |           | 4         | 4         | 5         |
| Этапы Гран-при: NHK Trophy           |           |           |           |           |           | 2         | 4         |           |
| Этапы Гран-при: Cup of China         |           |           |           |           |           | 4         |           |           |
| Этапы Гран-при: Skate America        |           |           |           |           |           | 3         |           | 1         |
| Этапы Гран-при: Cup of Russia        |           |           |           |           |           |           | 2         |           |
| Этапы Гран-при: Trophée Eric Bompard |           |           |           |           |           |           |           | 2         |